# Khojpur
Khojpur (en népalais : खोजपुर) est un comité de développement villageois du Népal situé dans le district de Saptari. Au recensement de 2011, il comptait 5 063 habitants.